# Другий перехідний період (Стародавній Єгипет)
Другий перехідний період в історії Стародавнього Єгипту (1650 — бл. 1554 до н. е., XIV–XVI династії).
Після падіння XIII династії Єгипет розпадається на самостійні  номи. XIV династія, що претендує на звання загальноєгипетської, утверджена в Ксоїсі, фактично контролює лише частину  Дельти.
Близько 1675 до н. е.в Єгипет вторгаються гіксоси, що створили в середині XVII століття до н. е. великий племінний союз на території  Палестини і північної  Аравії, і піддають його страшному розгрому. Вони захоплюють Дельту і роблять своєю столицею фортецю Аваріс в східній її частині. Їх успіху сприяло те, що вони, на відміну від єгиптян, використовували у військовій справі коней.
Гіксосські вожді приймають титул фараона (XV–XVI династії). Однак, їм не вдається домогтися реального підпорядкування всієї долини Нілу, під їх владою фактично перебуває тільки Нижній Єгипет. Хоча частина верхньоєгипетських номархіві визнає панування гіксосів, ця залежність залишається швидше формальною, і вона обмежується сплатою  данини.
На півдні Верхнього Єгипту утворюється самостійне фіванське князівство. Лише на початку XVII століття до н. е. гіксосському фараону Хіану вдається встановити контроль над всім Верхнім Єгиптом. Але після його смерті  Фіви знову стають незалежними і фіванські правителі проголошують себе фараонами (XVII династії). Останній її представник, Камос, підпорядковує інші верхньоєгипетські номи і, незважаючи на протидію знаті, починає за підтримки рядових воїнів боротьбу за вигнання гіксосів. Він робить успішний похід у Дельту і примушує їх відступити до Аварісу.
Вирішального перелому у війні з чужоземцями домагається брат і спадкоємець Камоса - Яхмос I: він здобуває кілька перемог і захоплює після трирічної облоги Аваріс. Вигнання гіксосів завершується взяттям фортеці Шарухен в південній Палестині бл. 1554 до н. е.

## Хронологія Другого перехідного періоду
Таблиця одночасного правління
| XII династія (1991–1802 роки до н. е.):       | Верхній і Нижній Єгипет ще єдині               |
| Верхній Єгипет                                | Нижній Єгипет                                  |
| XIII династіія (1802–1650 роки до н. е.)      | XIV династія (1802–1650 роки до н. е.)         |
| Абідосська династія (1650–1600 роки до н. е.) | XV династія (1650–1550 роки до н. е.): гіксоси |
| XVI династія (1650–1580 роки до н. е.)        | Продовжує правити XV династія                  |
| XVII династія (1580–1550 роки до н. е.)       | Продовжує правити XV династія                  |
| XVIII династія (1550–1292 роки до н. е.):     | Верхній і Нижній Єгипет знову об'єднані        |

- Бл. 1783 до н. е. Соціальний вибух в Єгипті (грандіозне повстання бідноти і рабів)[4]. Фактичний крах  Середнього царства. Прихід до влади XIII і XIV династій у Фівах, Ксоісі і в Дельті, які не володіли реальною владою[4].
- Бл. 1783–1552 до н. е. II Перехідний період в Єгипті (XIII–XVII династії). Хаос в країні, яка призвела до іноземного вторгнення семітського народу  гіксосів, що почали під впливом руху  індоєвропейців повільними хвилями займати Дельту.[4]
- 1750 до н. е. відбулася найбільша кількість "повстань бідноти", внаслідок яких були знищені архіви із документами про борги.
- Бл. 1700 до н. е. Нубія на час Другого перехідного періоду відпадає від Єгипту.
- Бл. 1674 до н. е. Пустельні семітські кочові племена гіксосів (Хеку-хасет, що можна перевести приблизно як «царі-пастухи») з  Близького Сходу, озброєні бойовими колісницями[4], запряжених тоді ще мало поширеними в Єгипті кіньми, поселяються в Дельті Нілу, де роблять столицею Аваріс, і починають набіги на решту території Єгипту.
- Бл. 1640 до н. е. Гіксоси завойовують і розоряють Нижній Єгипет. Верхній Єгипет змушений визнати васальну залежність від гіксосів[6]. Початок влади гіксосів в Єгипті.
- Бл. 1640–1552 до н. е. Гіксоси як XV і XVI[6]династії правлять в Єгипті. Поклоніння гіксосів богу пустелі  Сету, противнику Осіріса і  Хора, його сина і спадкоємця. XVII династія з Фів (Таа I, Таа II, Камос) в союзі з крітянами[6]і нубійцями намагається протистояти гіксосській владі.
- 1556–1550 (1576–1570) — Фараон 17-ї династії Камос. Похід на північ та великі перемоги над гіксосами. Храмові комплекси в Карнаку та Луксорі.
- 1550–1295 — 18-я династія в Єгипті.
- 1550–1525 (1570–1546) — Фараон Яхмос I, брат Камеса, засновник 18-ї династії.
- 1547 (1567) — Після облоги та кількох битв на воді та суші Яхмос I бере Аваріс. Вигнання гіксосів з Єгипту.
- Бл.1542 — Взяття єгиптянами після трирічної облоги фортеці Шаррукен в Південній Палестині.
- 1540 — Остаточна перемога Яхмоса над гіксосами та об'єднання Єгипту.
- 1530-і роки — Похід Яхмоса в Ефіопію. Приєднання Північної Ефіопії. На півдні піднімається заколот, але Яхмос залишається переможцем у річковій битві. Придушення заколоту. Придушення другого заколоту.
- 1525–1504 (1551–1524) — Фараон Аменхотеп I. Виділення Північної Ефіопії в намісництво.
- 1504–1492 (1524–1518) — Фараон Тутмос I (Джехутімес), брат дружини Аменхотепа I. На півдні просуває кордон за треті пороги. Похід через Палестину та Сирію до Євфрату. Перемога над військами Мітанні. Початок перебудови Карнацького храму в Фівах. Перший фараон, похований в Долині Царів.
- До 1500 р н. е. — зникнення  Групи C в Нубії.